# Pere Portabella
Pere Portabella i Ràfols (Figueras, 11 de febrero de 1927) es un director de cine, guionista y productor español, así como un conocido político de ámbito catalán, fue parlamentario y en el ámbito español ya que fue senador en la Legislatura Constituyente.

## Trayectoria

### Cine
Desde sus inicios como cineasta es propietario de la productora Films 59, con la que ha producido todos sus filmes y los de cineastas españoles tan relevantes como Carlos Saura en Los golfos (1959), Marco Ferreri en El cochecito (1960) o Luis Buñuel en Viridiana (1961), que recibió la Palma de Oro en el Festival de Cannes.
Como director, Portabella se estrenó con la película No contéis con los dedos en 1967, que contaba con el guion del poeta y artista catalán Joan Brossa. Después le seguiría Nocturno 29 (1968, del mismo guionista). En 1973, rodó documentales como Acción Santos, Miró La forja, Miró Tapis y Abogados laboralistas. Sigue la cultura de vanguardia y usa lenguajes expresivos nuevos, muy claros y cuidados.
Destacan, entre otras, Informe general (1977) y Puente de Varsovia (1989), en la que un submarinista aparece quemado tras un incendio en el bosque y populariza la leyenda urbana del submarinista calcinado. 
En el siglo XXI ha proseguido su arte con Lectura Brossa y La Tempesta (ambas de 2003), ¡Hay motivo! (2004) y No al no, Visca el piano! (2006).
En 2007 estrenó un singularísimo film, Die Stille vor Bach (El silencio antes de Bach), a partir de la figura del músico, con la que obtuvo el premio especial del jurado del Festival de Cine de Gijón. Es una obra destacada por su calidad documental y creativa.
En 2001 sus películas pasaron a formar parte del fondo artístico del Museo de Arte Contemporáneo de Barcelona. En 2002 fue invitado como el único artista español en la documenta 11 de Kassel. 
En 2003, el Centro Georges Pompidou de París le hace un homenaje y adquiere para sus fondos la película Nocturno 29. A continuación ha destacado en los EE. UU. o en el Festival Internacional de Cine Independiente de Buenos Aires (2006). También en 2006 fue realizada una retrospectiva de su obra en la 42 Mostra Internacional del Nuevo Cinema de Pesaro, Italia.
En octubre de 2009 recibió el Premio Nacional de Cine de Cataluña por su último film, Mudanza, un encargo de la Huerta de San Vicente para homenajear al poeta Federico García Lorca, que fue presentado en la Mostra de Venecia.

### Política
Portabella se dedicó también a la política, por su militancia antifranquista. Se dedicó ampliamente al ámbito político-institucional durante la transición, por lo que dejó de rodar unos años. Participó en la organización de la Asamblea de Cataluña y apareció como independiente en las listas del PSUC. Fue diputado en el Parlamento de Cataluña entre 1980 y 1984 y senador, en el Senado de España en la Legislatura Constituyente, por Gerona, entre 1977 y 1979, presentándose por los 'Socialistes de Catalunaya (PSC-PSOE). Desde 1990 ocupó diversos cargos en la dirección de Iniciativa per Catalunya, cargos que abandonó en 2000. En 1999 recibió la Creu de Sant Jordi concedida por la Generalidad de Cataluña.
Durante años participó una vez a la semana en la Tertulia de sabios junto a Santiago Carrillo y Miguel Herrero y Rodríguez de Miñón en el programa La ventana de la Cadena SER. Desde 2001 es el presidente de la Fundación Alternativas, uno de los principales think tank españoles.

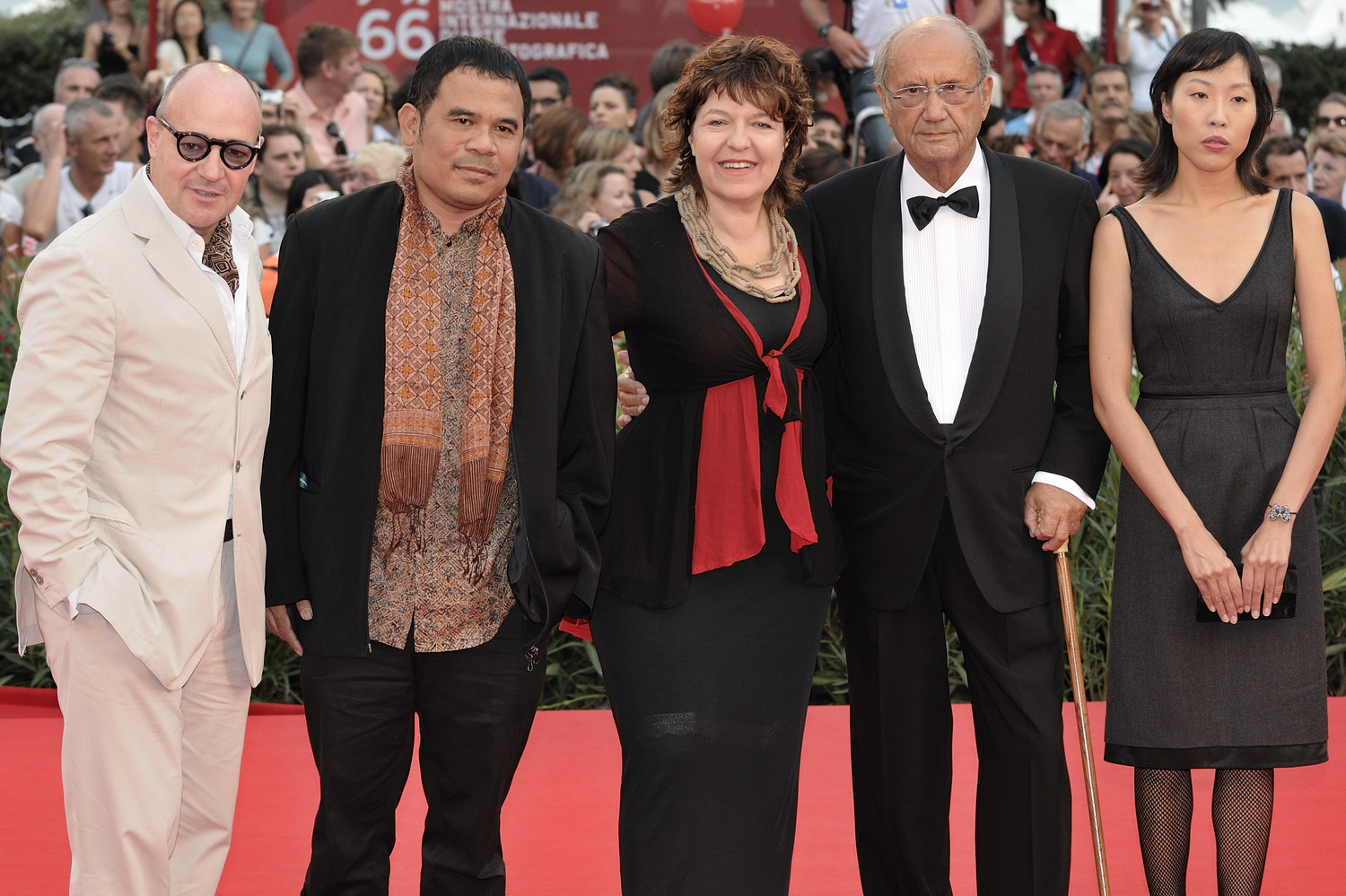
Pere Portabella (segundo a la derecha) en el jurado de la Mostra de Venecia del 2009.

En marzo de 2009, fue investido doctor honoris causa por la Universidad Autónoma de Barcelona, en un acto solemne al que asistieron personalidades políticas como Santiago Carrillo o el expresidente de la Generalitat Pasqual Maragall.
A finales de diciembre de 2024 le fue otorgada la Medalla de Oro al Mérito en las Bellas Artes aprobada por el Consejo de Ministros, a propuesta del ministro de Cultura español.

## Filmografía
- Informe General II - El nuevo rapto de Europa (2015)
- Mudanza (2008)
- El silencio antes de Bach (2007)
- No al no, visca el piano! (2006)
- ¡Hay motivo! (2004) (fragmento El plan hidrológico)
- Lectura Brossa (2003)
- La tempesta (2003)
- Art a Catalunya (1992)
- Puente de Varsovia (1989)
- Informe general sobre unas cuestiones de interés para una proyección pública (1977)
- El Sopar (1974)
- Acción Santos (1973)
- Miró Forja (1973)
- Miró Tapis (1973)
- Abogados laboralistas (1973)
- Cantants 72 (1972)
- Cuadecuc, vampir (1970)
- Umbracle (1970)
- Play Back (1970)
- Poetas catalanes (1970)
- Miró L'Altre (1969)
- Aidez l'Espagne-Miró 1937 (1969)
- Los premios nacionales (1969)
- Aidez l'Espagne (1973)
- Nocturno 29 (1968)
- No contéis con los dedos (1967)

## Productor
- No estamos solos (2015) de Pere Joan Ventura
- Viridiana (1961) de Luis Buñuel
- Los golfos (1960) de Carlos Saura
- El cochecito (1960) de Marco Ferreri